# Alonso Díaz de Cabrera
Alonso Díaz de Cabrera (Córdoba, c. 1565 - Madrid, 13 de marzo de 1631) fue un jurista y consejero español, que ocupó la presidencia del consejo de Órdenes.

## Biografía
Hijo de Baltasar Díaz de Cabrera, XI señor de Torres de Cabrera, y de Catalina de Corral y Frías. Su tío materno era Jerónimo del Corral, que ocupó la presidencia de la chancillería de Valladolid. Se casó en 1618 con su sobrina Catalina Díaz de Cabrera, XIV señora de Torres de Cabrera, y que era hija de su hermano Antonio Díaz de Cabrera, XIII señor de Torres de Cabrera.
En 1612 fue nombrado caballero de la orden de Calatrava, de donde recibiría las encomiendas de Auñón y Berlinches, y desde 1623 de la orden de Santiago, de donde fue comendador de Paracuellos.
Fue colegial del colegio del Arzobispo en Salamanca, donde ejerció como catedrático de cánones y juez metropolitano. De ahí fue promovido a oidor de la chancillería de Valladolid. Posteriormente pasó a formar parte de los consejos de Órdenes (1612), de Castilla (1617), de la Inquisición, y de Cámara de Felipe IV (1621). En mayo de 1626 fue nombrado presidente del consejo de Órdenes, cargo que ocupó hasta junio del año siguiente. Fue nombrado, además, virrey de la Nueva España, aunque nunca llegó a ejercer el cargo debido a las urgentes responsabilidades que tenía en la Corte. Falleció en 1631 a los 66 años de edad.